# After the Thin Man
 After the Thin Man és una pel·lícula estatunidenca dirigida per W.S. Van Dyke, estrenada el 1936.

## Argument
Nick i Nora Charles han tornat a San Francisco després d'haver resolt el seu últim assumpte a Nova York. Ara els cau una altra investigació: la seva amiga Selma és sospitosa d'haver assassinat el seu promès. Nick està convençut que és innocent. Ajudat de Nora, es llança a la investigació.

## Repartiment
- William Powell: Nick Charles
- Myrna Loy: Nora Charles
- James Stewart: David Graham
- Elissa Landi: Selma Landis
- Joseph Calleia: Ballarí
- Jessie Ralph: Tia Katherine Forrest
- Alan Marshal: Robert Landis
- Teddy Hart: Floyd Casper
- Sam Levene: Tinent Abrams
- Penny Singleton: Polly Byrnes
- William Law: Lum Kee
- George Zucco: Dr. Adolph Kammer
- Paul Fix: Phil Byrnes
- Clarence Kolb (no surt als crèdits): Cosí Lucius

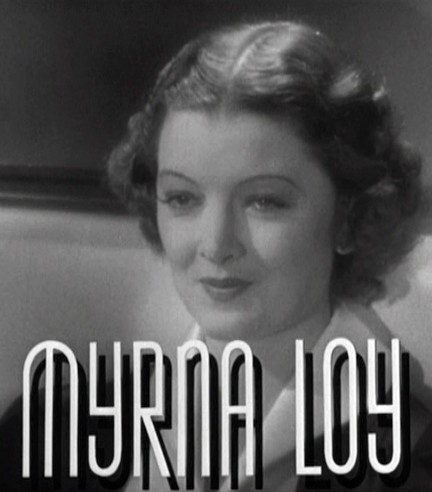
Myrna Loy
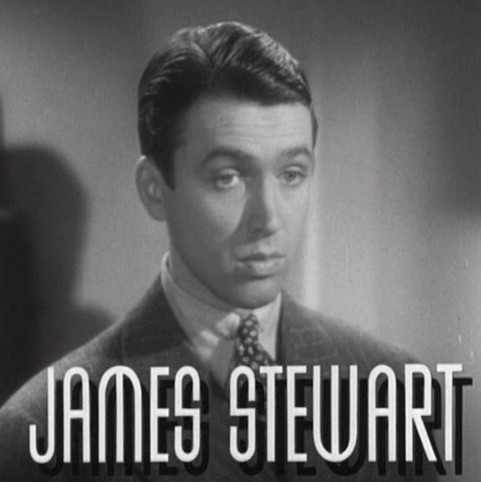
James Stewart
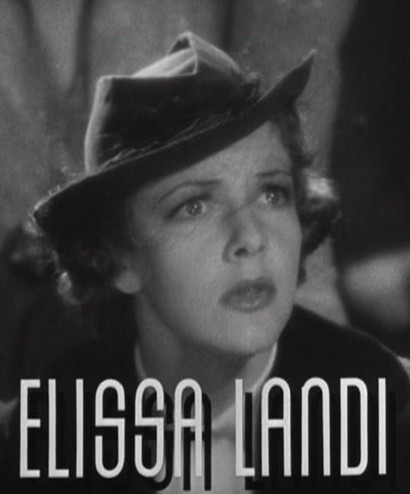
Elissa Landi
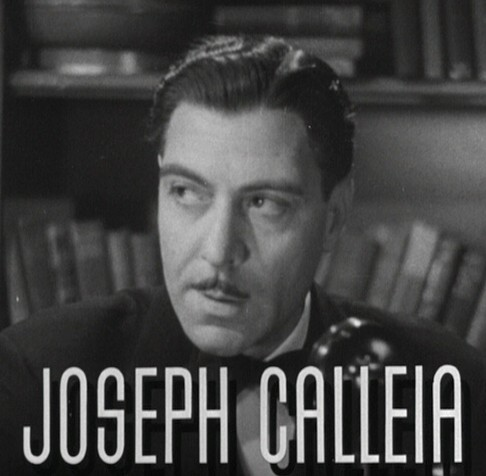
Joseph Calleia
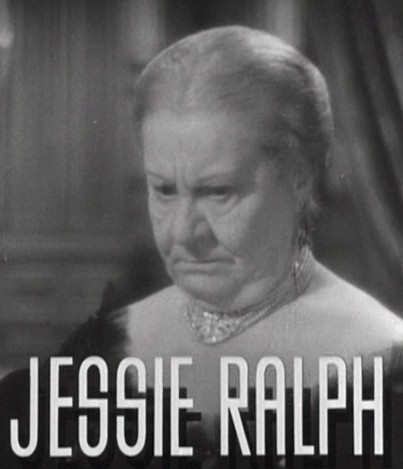
Jessie Ralph
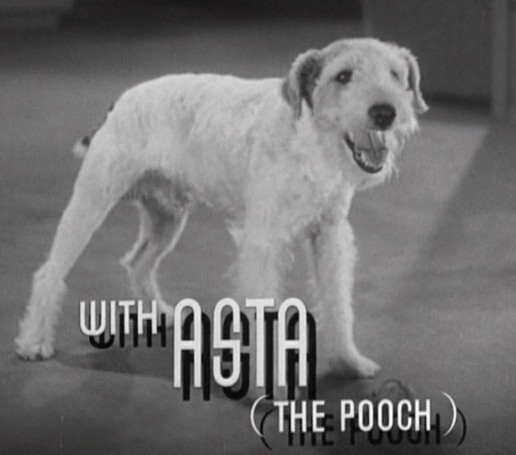
Asta (gos)

## Al voltant de la pel·lícula
- Rodatge de finals de setembre a 31 d'octubre de 1936.[2]
- Segona part de la sèrie dels Thin man.
- Nominació als Oscar de 1937 al millor guió adaptat.[3]
- Primera seqüela de The Thin Man que va obrir una sèrie de comèdies domèstiques, de guió original de Hammett.[4]